# 2-tert-Butylphenol
2-tert-Butylphenol ist eine chemische Verbindung aus der Gruppe der Phenole.

## Gewinnung und Darstellung
2-tert-Butylphenol kann durch Reaktion von Phenol mit tert-Butanol in Wasser bei hohem Druck und Temperaturen um 250 °C gewonnen werden, wobei auch 4-tert-Butylphenol entsteht.

## Eigenschaften
2-tert-Butylphenol ist eine brennbare, schwer entzündbare, farblose Flüssigkeit mit phenolartigem Geruch, die schwer löslich in Wasser ist.

## Verwendung
2-tert-Butylphenol wird als Zwischenprodukt zur Herstellung Antioxidantien und Agrochemikalien verwendet.

## Sicherheitshinweise
Die Dämpfe von 2-tert-Butylphenol können mit Luft ein explosionsfähiges Gemisch (Flammpunkt 84 °C, Zündtemperatur 355 °C) bilden.